# Güneş Sigorta Spor Kulübü
Il Güneş Sigorta Spor Kulübü fu una società di pallavolo femminile turca, con sede ad Istanbul.

## Storia
Fondato nel 1986, il Güneş Sigorta Spor Kulübü sale alla ribalta durante la stagione 1992-93, in cui riesce a vincere lo scudetto. A questa vittoria non sono seguiti risultati importanti. Solo nella stagione 1998-99 il Güneş Sigorta riesce a disputare nuovamente la finale del campionato, questa volta perdendo per mano dell'Eczacıbaşı. Nella stagione successiva il copione resta lo stesso, il Güneş Sigorta usce nuovamente sconfitto dalla finale di campionato, ancora una volta contro l'Eczacıbaşı.
Nell'estate del 2000 il club cessa di esistere in seguito alla fusione col VakıfBank Spor Kulübü, che dà vita al VakıfBank Güneş Sigorta Spor Kulübü.

## Rosa 1999-2000
L'ultima rosa con cui il Güneş Sigorta Spor Kulübü ha preso parte alla Voleybol 1. Ligi turca. 
| N° | Nome              | Ruolo | Data di nascita   | Squadra |
| -- | ----------------- | ----- | ----------------- | ------- |
| 1  | Olga Kolamiyets   |       | 25 settembre 1973 | Ucraina |
| 2  | Serap Tuncel      | P     | 11 gennaio 1968   | Turchia |
| 3  | Oxana Katelnikova | S/O   | 16 febbraio 1975  | Ucraina |
| 4  | Seda Uslu         | P     | 30 ottobre 1983   | Turchia |
| 6  | Ebru Bayram       | S     | 19 marzo 1982     | Turchia |
| 7  | Banu Semerciler   | S     | 20 febbraio 1980  | Turchia |
| 8  | Mesude Atilgan    |       | 2 maggio 1976     | Turchia |
| 9  | Burçin Aydin      |       | 14 aprile 1977    | Turchia |
| 10 | Necla Güçlü       | L     | 16 settembre 1974 | Turchia |
| 11 | Irina Komissarova | P     | 18 giugno 1970    | Ucraina |
| 12 | Pelin Yüce        |       | 15 giugno 1972    | Turchia |
| 13 | Tülin Altintaş    |       | 9 agosto 1982     | Turchia |

## Palmarès
- Campionato turco: 1

1992-93